# Калахари
Калаха́ри — пустыня в Южной Африке в пределах государств Ботсвана, ЮАР и Намибия. В последнее время, за счёт увеличения площади, вторгается на территорию Анголы, Зимбабве и Замбии. Калахари имеет обширные области, покрытые красным песком без каких-либо постоянных поверхностных вод.
На языке тсвана означает «безводное место». Оно происходит от слова кала, что означает «великая жажда».

## География
Площадь Калахари составляет около 600 тыс. км².
Приурочена ко впадине на пластовой равнине. Сложена кайнозойскими осадками, в том числе красными песками. Дюны, образованные из данных песков, именуются «красными пальцами» Калахари. Основной тип ландшафта это пустынная степь, либо кустарниковая саванна с акациями и баобабами; на севере — парковые саванны, на юго-западе — песчаные пустыни. Имеются месторождения алмазов.
На территории Калахари находится самая большая в мире дельта никуда не впадающей реки Окаванго.

## Климат
Климат Калахари аридный с летним максимумом осадков и мягкой зимой, причём аридность увеличивается к юго-востоку. Осадки (от 150 до 500 мм) приурочены к летнему периоду (ноябрь — апрель), но их величина значительно колеблется как во времени, так и по площади. Калахари — один из самых жарких районов Южной Африки. Среднемаксимальная температура — плюс 29 °C, а средняя минимальная — плюс 12 °C, испаряемость — 3 тыс. мм/год.

## Население
Столицей Калахари называют город на западе Ботсваны — Ганзи.
В Калахари проживает народность каланга, у представителей которой встречается редкая генетическая аномалия — эктродактилия.

## Пустыня Калахари в массовой культуре
- В поэме Корнея Чуковского «Айболит» больные животные дают доктору понять, что они живут в Африке, в следующих выражениях: «Мы живём на Занзибаре, в Калахари и Сахаре, на горе Фернандо-По, где гуляет Гиппо-По, по широкой Лимпопо». Перечисленные точки — почти противоположные концы Африканского континента. Под «Гиппо-По» подразумевается бегемот.
- Действие нескольких фильмов под общим названием «Наверное, боги сошли с ума» (1980) происходит в Калахари. Один из главных героев — член племени бушменов, издавна проживающего на территории пустыни и научившегося бороться с засухой.
- Документальный фильм «Сурикаты» (2008) рассказывает о жизни семейства этих зверьков в суровых реалиях пустыни Калахари.
- В фильме «Пески Калахари» (1965) шестеро человек (пятеро мужчин и одна женщина) пытаются выжить в пустыне Калахари после крушения частного самолёта. Фильм снят по роману Уильяма Малвихилла.

## Животные пустыни Калахари
- Жираф
- Зебра
- Газели

Пустыня Калахари

- Антилопы: орикс (сернобык), спрингбок, стенбок
- Гиена
- Шакал
- Лев
- Леопард
- Гепард
- Большеухая лисица
- Южноафриканский лис
- Медоед
- Чёрный носорог
- Трубкозуб
- Сурикат
- Грызуны: карликовая песчанка, короткоухая песчанка, земляная белка, Кафрский долгоног или полосатая мышь, суслик, сурок.
- Варан
- Ящерица Поясохвост
- Геккон
- Птицы: жаворонок, сокол, рогатый скворец, кулик (африканский бегунок), дрофа, траурный дронго, красноклювый ткач, страус[4]
- Змеи: жёлтая кобра, Капская кобра, африканские гадюки
- Насекомые: панцирный наземный кузнечик

## Охраняемые районы
Охраняемые природные территории занимают до 1/5 территории Калахари. В Калахари были созданы следующие охраняемые территории:
- Трансграничный парк Калахади[англ.] (Ботсвана, ЮАР) — первый трансграничный национальный парк в Африке
- Сентрал-Калахари (Ботсвана)
- Макгадикгади (Ботсвана)
- Этоша (Намибия)
- Заповедник Хутсе[англ.]
- Тсвалу Калахари